# Sparkasse Neckartal-Odenwald
Die Sparkasse Neckartal-Odenwald ist im Norden von Baden-Württemberg angesiedelt. Die Sparkasse hat vier Hauptstellen in Mosbach, Eberbach, Buchen (Odenwald) und Osterburken. Das Geschäftsgebiet erstreckt sich von Schönbrunn im Rhein-Neckar-Kreis im Westen über den Neckar-Odenwald-Kreis bis Krautheim im Hohenlohekreis im Osten.

## Geschichte
Die Sparkasse entstand zum 31. Dezember 2001 durch eine Fusion der Sparkassen Mosbach-Eberbach, Bauland und Buchen-Walldürn. Sie hatte damals eine Bilanzsumme von ca. 4 Mrd. DM. Im Geschäftsjahr 2012 lag die Bilanzsumme bei 2,130 Mrd. Euro.

## Geschäftszahlen
Die Sparkasse Neckartal-Odenwald wies im Geschäftsjahr 2023 eine Bilanzsumme von 3,063 Mrd. Euro aus und verfügte über Kundeneinlagen von 2,231 Mrd. Euro. Gemäß der Sparkassenrangliste 2023 liegt sie nach Bilanzsumme auf Rang 160. Sie unterhält 34 Filialen/Selbstbedienungsstandorte und beschäftigt 392 Mitarbeiter.

## Sparkassen-Finanzgruppe
Die Sparkasse Neckartal-Odenwald ist Teil der Sparkassen-Finanzgruppe und gehört damit auch ihrem Haftungsverbund an. Er sichert den Bestand der Institute und sorgt dafür, dass sie auch im Fall der Insolvenz einzelner Sparkassen alle Verbindlichkeiten erfüllen können. Die Sparkasse vermittelt Bausparverträge der regionalen Landesbausparkasse, offene Investmentfonds der Deka und Versicherungen der SV SparkassenVersicherung. Im Bereich des Leasing arbeitet die Sparkasse Neckartal-Odenwald mit der  Deutschen Leasing zusammen. Die Funktion der Sparkassenzentralbank nimmt die Landesbank Baden-Württemberg wahr.